# Обиршеній-Лінгурарі
Обиршеній-Лінгурарі (рум. Obârșenii Lingurari) — село у повіті Васлуй в Румунії. Входить до складу комуни Войнешть.
Село розташоване на відстані 261 км на північний схід від Бухареста, 22 км на захід від Васлуя, 63 км на південь від Ясс, 137 км на північ від Галаца.

## Населення
За даними перепису населення 2002 року у селі проживали 865 осіб, усі — румуни. Усі жителі села рідною мовою назвали румунську.